# Pat Cadigan
Patricia Oren Kearney Cadigan (ur. 10 września 1953 w Schenectady) – amerykańska pisarka science fiction. Jej utwory są zaliczane do cyberpunku, chociaż sama autorka tak nie uważa. Rodzina Pat od strony matki pochodzi z Polski.

## Życiorys
Studiowała na University of Massachusetts Amherst i University of Kansas, studia ukończyła w 1975. Zadebiutowała opowiadaniem Death from Exposure na łamach czasopisma „Shayol”, które współredagowała (jako współredaktorka pisma otrzymała w 1981 Nagrodę World Fantasy). Po raz pierwszy jej prace zostały opublikowane w 1981. W 1996 przeniosła się do Anglii.
Była jedyną kobietą, której utwór znalazł się klasycznej antologii Bruce’a Sterlinga Mirrorshades: The Cyberpunk Anthology (1986). Zdobyła dwukrotnie Nagrodę Arthura C. Clarke’a – w 1992 za powieść Synners (Wgrzesznicy) oraz w 1995 za powieść Fools (Głupcy), także dwukrotnie Nagrodę Locusa – w 1988 za opowiadanie Angel (Anioł, wyd. pol. w: Don Wollheim proponuje 1988, Alfa 1989) i w 1990 za zbiór Patterns (Wzory). Była również wielokrotnie nominowana do innych nagród.
Była redaktorką przekrojowej antologii opowiadań cyberpunkowych The Ultimate Cyberpunk, wydanej w 2002.
Przez wiele lat przyjaźniła się z Robertem A. Heinleinem.
Odwiedzała Polskę, była gościem na konwencie Falkon w Lublinie w listopadzie 2002 oraz na XI Festiwalu Fantastyki na zamku w Nidzicy w 2004.

## Twórczość

### Powieści
- Mindplayers (1987)
- Synners (1991) – wyd. pol. Wgrzesznicy, Solaris 2004
- Fools (1992) – wyd. pol. Głupcy, Solaris 2010
- Tea from an Empty Cup (1998)
- Dervish Is Digital (2001)

### Zbiory opowiadań
- Patterns (1989) – wyd. pol. Wzory*, Wydawnictwo Arteria 2002
- Dirty Work (1993)
- Home by the Sea (1993)
- Letters from Home (1991)

* Wzory opublikowane w 2002 przez Wydawnictwo Arteria, różnią się nieco od oryginału. Trzy opowiadania: Rock, rock, rock (Rock on), Dwoje (Two) oraz Moc i pasja (The Power and the Passion) zostały zastąpione tekstami ze zbioru pt. Dirty Work. Są to: Chłopcy na deszczu (Boys in the Rain) i W ciemności (In the Dark).